# Galina Ivanova
Galina Ivanova –en búlgaro, Галина Иванова– (3 de mayo de 1968) es una deportista búlgara que compitió en lucha libre. Ganó una medalla de plata en el Campeonato Mundial de Lucha de 1996 y una medalla de plata en el Campeonato Europeo de Lucha de 1998.

## Palmarés internacional
| Campeonato Mundial | Campeonato Mundial      | Campeonato Mundial | Campeonato Mundial |
| Año                | Lugar                   | Medalla            | Categoría          |
| ------------------ | ----------------------- | ------------------ | ------------------ |
| 1996               | Sofía (Bulgaria)        | Medalla de plata   | 70 kg              |
| Campeonato Europeo |                         |                    |                    |
| Año                | Lugar                   | Medalla            | Categoría          |
| 1998               | Bratislava (Eslovaquia) | Medalla de plata   | 68 kg              |